# باول ماهوني (قاضي)
باول ماهوني (بالإنجليزية: Paul Mahoney)‏ هو محامي وقاضي بريطاني، ولد في 1946 في لندن في المملكة المتحدة.